# Modrásek hořcový
Modrásek hořcový (Phengaris alcon) je středně velký, jen vzácně se vyskytující motýl, druh z rodu Phengaris. Tento obligátní myrmekofil potřebuje ke svému vývoji jak živnou rostlinu, tak i hostitelské mravence.

## Výskyt
Eurosibiřský druh se v současnosti v Evropě vyskytuje jen ostrůvkovitě. Je rozšířen od Pyrenejí přes Francii, Benelux, Německo, jih Skandinávie a státy Střední Evropy až na Balkán a odtud dále přes jižní Sibiř a Střední Asii až po Dálný východ.
Na většině území České republiky již vymizel a přežívá jen na hrstce nevelkých lokalit v Polabí, v jižních a jihozápadních Čechách a jižním podhůří Nízkého Jeseníku. Jsou to motýli žijící výrazně usedle, nemigrují, dospělci se zdržují na ohraničeném území a tvoří uzavřené populace. V případě nepříznivé změny životního prostředí se jejich populace obvykle nestěhují, ale vymřou. Je to druh krátkověký, brzy po nakladení vajíček dospělci umírají.

## Vzhled
Modrásek hořcový má rozpětí křídel 32 až 40 mm. Samci se zbarvením liší od samic. Samci mají horní stranu předních křídel zbarvenou modře, samice hnědě s modrými ploškami. Spodní strana je u obou téměř stejná, jen někdy mají přední křídla samců modravý nádech.

## Ekologie
V ČR žijí dvě formy modráska hořcového (v minulosti uznávané jako poddruhy):
- modrásek hořcový pravý (Phengaris alcon f. alcon)
- modrásek hořcový Rebelův (Phengaris alcon f. rebeli) (Hirschke, 1904)

Modrásek hořcový pravý žije převážně na vlhkých, na živiny chudých loukách, kde jeho živnou rostlinou je hořec hořepník (Gentiana pneumonanthe). Modrásek hořcový Rebelův obývá vysychavé pastviny a jeho rostlinou je hořec křížatý (Gentiana cruciata). Některým formám žijícím mimo území ČR poskytují nektar k obživě a místo pro kladení vajíček a počáteční vývoj housenek hořec tolitovitý (Gentiana asclepiadea) nebo v Česku již vyhynulý hořeček německý (Gentianella germanica). Nároky motýlů na stanoviště plynou do značné míry z požadavků hostitelských druhů hořců a mravenců.

## Rozmnožování
Samice v období července a srpna kladou velká nápadná bílá vajíčka na svrchní stranu horních listů nebo do rozvíjejících se květních poupat „svých“ rostlin, preferují zdatnější a vyšší. Na velké rostlině může být nakladeno i několik desítek vajíček. Vylíhnuté housenky se vyvíjejí v květech a semenících dva až tři týdny, v jednom květu jich může být nejvýše okolo pěti, při větším počtu a nedostatku potravy propuká kanibalismus. Ve čtvrtém instaru housenky z květů vylezou a spadnou na zem pod rostlinu.
Bezmocné housenky na zemi čekají na mravenčí adopci: vypouštějí chemické látky, kterými se maskují, a vydávají se za mravenčí larvy. Na druh mravenců nejsou náročné, může to být téměř kterýkoli druh z rodu Myrmica, jenž se v lokalitě vyskytuje. Nutnou podmínkou je, aby housenky nebyly od nejbližšího mraveniště vzdáleny více než 2 m, protože mravenci rodu Myrmica necestují dále od mraveniště a housenky by uhynuly.
Nalezenou motýlí housenku mravenci odnesou do mraveniště, kde ji uloží mezi mravenčí larvy, a dělnice ji krmí. V mraveništi bývá z počátku průměrně 5 až 10 housenek, přičemž jejich mortalita bývá – podle druhu mravenců – 80 až 90 %. V mraveništi jsou housenky také často parazitovány lumkem Ichneumon eumerus. Počátkem léta se větší housenky zakuklí a zhruba za tři týdny se vylíhnou dospělci. Ti již nejsou před mravenci chráněni a urychleně opouštějí mraveniště. Menší housenky zůstávají v mraveništi a nechávají se krmit ještě další rok.

## Ohrožení
Další zachování populace modrásků hořcových je zcela závislé na nezhoršení přírodních podmínek na územích, ve kterých doposud žijí. Proto Agentura ochrany přírody a krajiny ČR zpracovala studie, jak na těchto stanovištích dosáhnout udržitelnosti populace při zachování prosperity hostitelských rostlin a mravenců.
Modrásek hořcový je v České republice podle vyhlášky MŽP ČR č. 395/1992 Sb. ve znění vyhl. č. 175/2006 Sb. i podle Červeného seznamu bezobratlých ČR z roku 2005 zařazen mezi kriticky ohrožené druhy (CR).

## Galerie

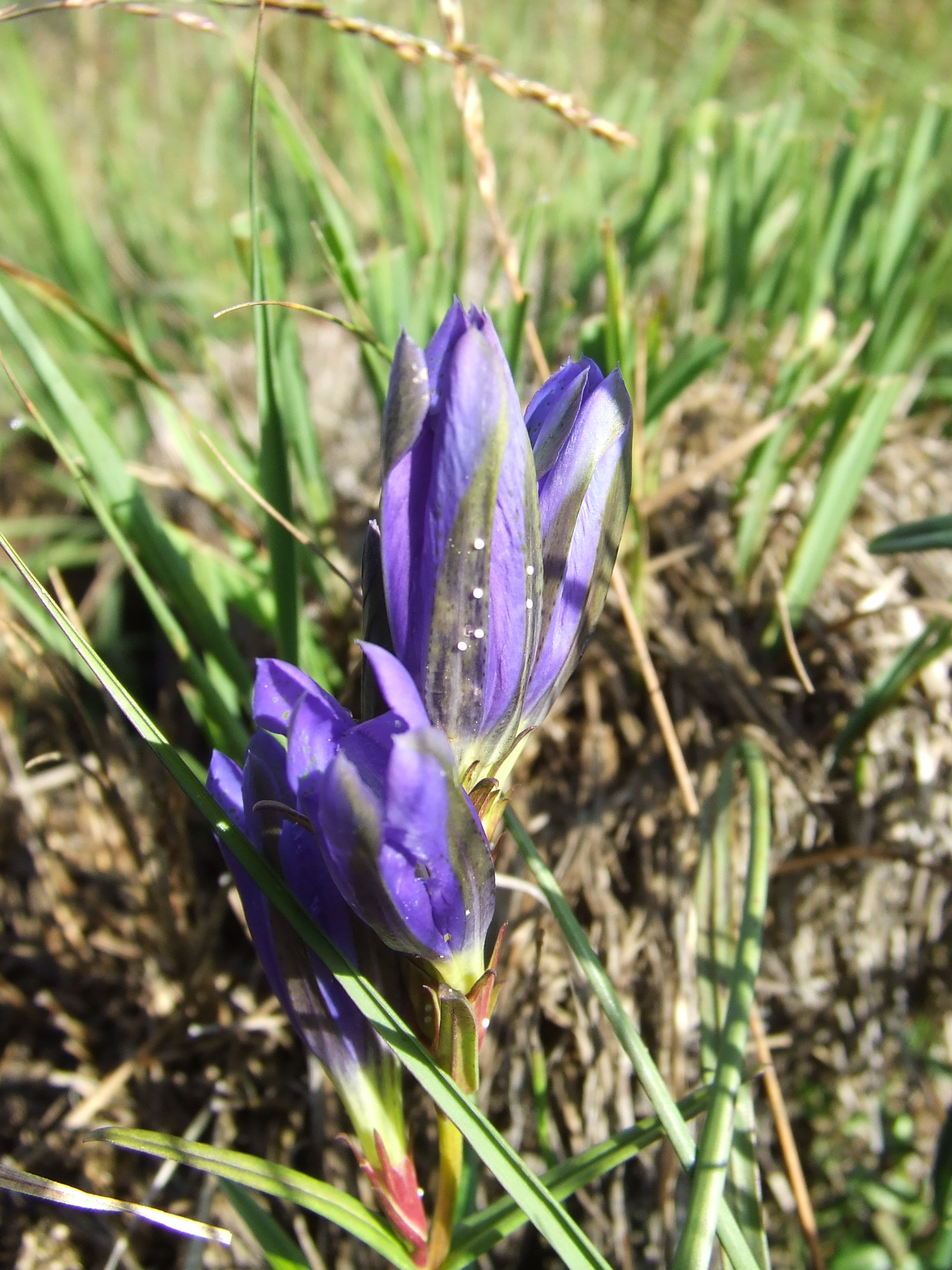
Bílá vajíčka na hořci hořepníku
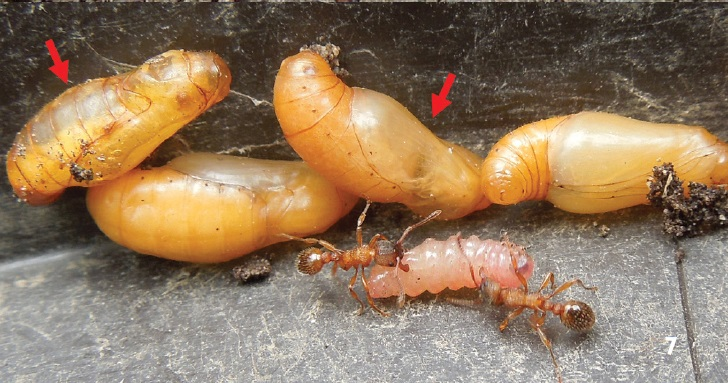
Kukly modráska hořcového